# دينيس زاخاروف
دينيس زاخاروف هو لاعب كرة قدم روسي في مركز الدفاع، ولد في 27 أغسطس 1993. لعب مع FC Dnepr Smolensk ‏.